# Pietra Ligure
Pietra Ligure es una localidad y comune italiana de la provincia de Savona, región de Liguria, con 9.258 habitantes.

## Geografía física

### Territorio
El municipio costero se extiende a lo largo de la costa unos seis kilómetros, entre los municipios de Borgio Verezzi y Loano. Sus costas son bajas, típicas de la Rivera italiana. La ciudad está atravesada por el arroyo Maremola. Detrás de él se encuentra el Monte Carmo di Loano (1.389 m).

## Historia
Pietra Ligure debe su nombre al antiguo castillo que domina la bahía, la costa y las colinas circundantes. Es un castillo de piedra construido en los siglos VII-VIII y habitado durante mucho tiempo por los obispos de Albenga, que en 1100 lo convirtieron en su residencia de verano.

## Evolución demográfica
| Gráfica de evolución demográfica de Pietra Ligure entre 1861 y 2001 |
|                                                                     |
| Fuente ISTAT - elaboración gráfica de Wikipedia                     |